# Stranger (The Rasmus-låt)
"Stranger" är en låt av den finländska rockgruppen The Rasmus, skriven av samtliga fyra medlemmar för albumet The Rasmus, 2012. Låten gavs ut som digital singel enbart för den finska marknaden den 14 maj 2012. En musikvideo av Aku Louhimies har även producerats.

## Musikvideo
Videon till låten regisserades av Aku Louhimies och hade premiärvisning online på Iltalehtis webbplats den 6 juni 2012. I videon, som spelades in vid en strand i Singapore, syns sångaren Lauri Ylönen iklädd en kungamantel och krona medan han upptäcker nattlivet i en liten kuststad. Enligt basisten Eero Heinonen hade bandet inte tillåtelse att spela in videon och kunde ha blivit bötfällda.

## Låtlista
- Digital nedladdning[3]

1. "Stranger" – 3:58

## Medverkande
The Rasmus
- Lauri Ylönen – sång
- Eero Heinonen – bas
- Pauli Rantasalmi – gitarr
- Aki Hakala – trummor

Produktion
- Martin Hansen – producent, inspelning, mixning
- Svante Forsbäck – mastering

Information från häftet till albumet The Rasmus.